# Броніслав Коморовський

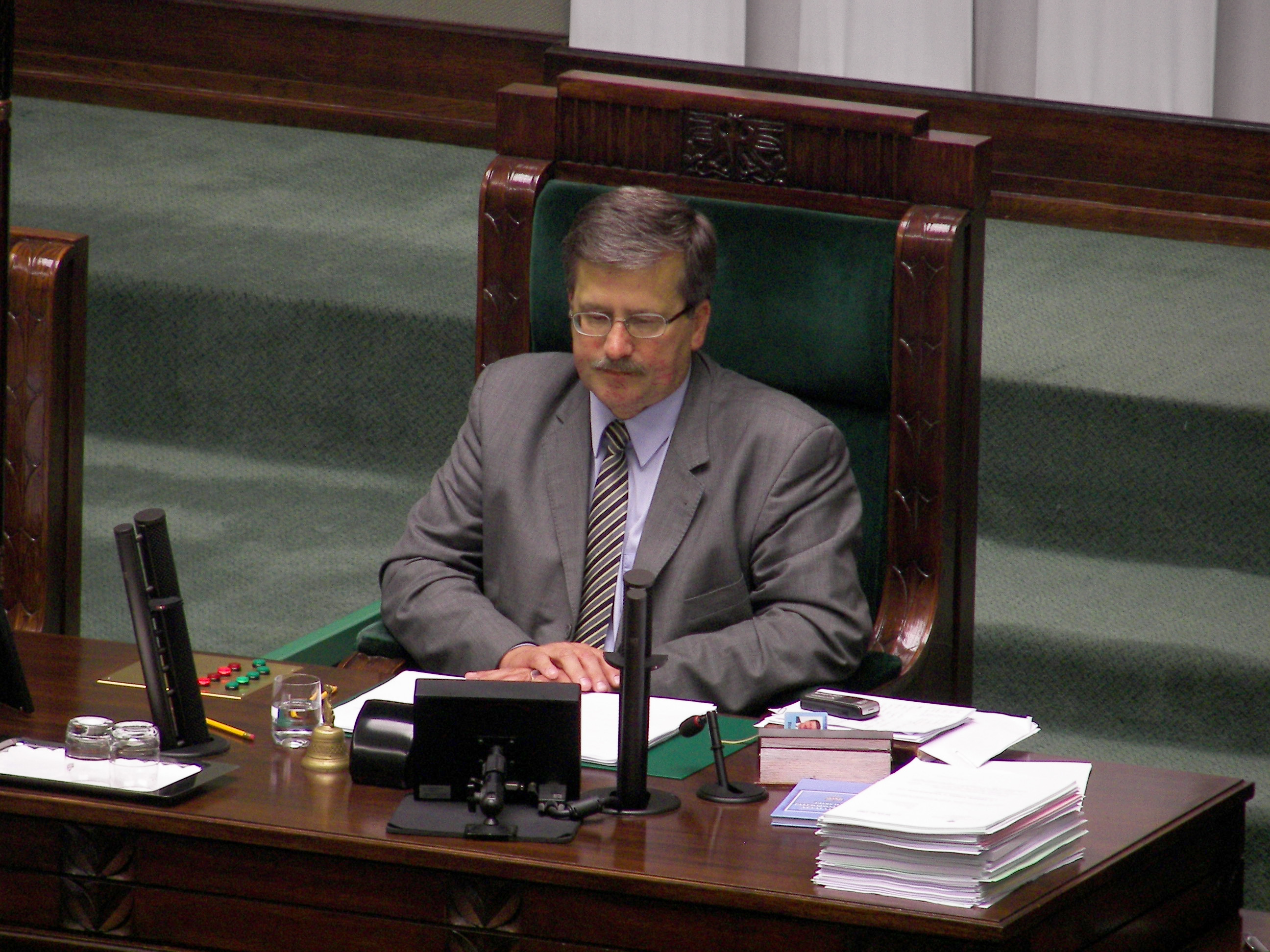
Броніслав Коморовський на посаді віце-маршалка Сейму, вересень 2007 р.

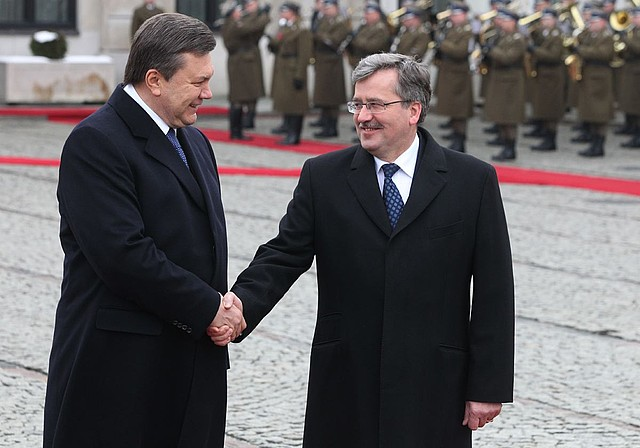
Віктор Янукович з президентом Польщі Броніславом Коморовським у лютому 2011

Граф Броні́слав-Марі́я Коморо́вський (пол. Bronisław Maria Komorowski; нар. 4 червня 1952, Оборники-Шльонські, Нижньосілезьке воєводство, ПНР) —польський політик, державний діяч, президент Польщі (6 серпня 2010—5 серпня 2015).
Посол до польського Сейму I, II, III, IV, V та VI скликань, колишній міністр оборони, віцемаршалок Сейму V скликання, з 2007 року маршалок Сейму VI скликання. Виконувач обов'язків президента Польщі з 10 квітня 2010 року по 8 липня 2010. 20 червня 2010 року вийшов у другий тур президентських виборів. 4 липня 2010 року обраний Президентом Польщі.

## Дитинство і юність
Народився на південному заході ПНР, в місті Оборники-Шльонські 4 червня 1952 в родині шляхетського походження. Батьки Зигмунт Леон Коморовський і Ядвіга Коморовська (до шлюбу Шалковська).
У 1957—1959 рр. з родиною проживав у Юзефові, потім до 1966 р. — в Прушкові, де закінчив середню школу. Був членом польської піонерської організації. В 1977 році закінчив історичний факультет Варшавського університету. У 1977—1980 роках працював у редакції журналу «Słowo Powszechne».

## Дисидентська діяльність
Брав участь у діяльності демократичної опозиції в ПНР, разом з Антоні Маціревічем видавав підпільний журнал «Głos». 11 листопада 1979 брав участь в демонстрації протесту, яка була організована «Рухом на захист прав людини і громадянина», за що був засуджений до місяця тюремного ув'язнення. З 1980 по 1981 роки працював у Центрі Соціальних Досліджень профспілки «Солідарність». 27 вересня 1981 був серед підписантів декларації про заснування організації «Клуби Служби Незалежності». Під час воєнного стану деякий час утримувався під вартою. У 1981—1989 роках викладав історію в семінарії при католицькому санктуарії Непокалянув.

## Політична діяльність у Третій Республіці
З 1989 по 1990 був главою апарату Міністра з питань співпраці з політичними організаціями й асоціаціями Олександра Халл. У 1990—1993 роках виконував обов'язки заступника Міністра національної оборони в урядах Тадеуша Мазовецького, Яна Кшиштофа Білецького та Ганни Сухоцької. На початку 1990-х років брав участь у діяльності спочатку «Демократичного Союзу», потім, після його об'єднання в «Ліберально-демократичному конгресі», християнсько-демократичної партії «Союз Свободи». Обіймав посаду генерального секретаря в обох організаціях. Як кандидат від партії «Демократичний Союз», обирався членом польського Сейму в 1991 та 1993 роках.
20 червня 2010 року взяв участь у дочасних президентських виборах, призначених у зв'язку із загибеллю президента Леха Качинського, Коморовський набрав 6.981.319 голосів: 41,54 %. Брат загиблого президента Ярослава Качинського, в першому турі посів друге місце, набравши 36,46 % голосів. 4 липня 2010 року за попередніми даними Коморовського обрано Президентом Польщі.

## Діяльність на посаді маршалка Сейму
5 листопада 2007 року на першій сесії Сейму Польщі VI скликання 292 голосами Коморовського обрано маршалком Сейму. Посада маршалка Сейму, тобто спікера нижньої палати польського парламенту, є другою за значенням після Президента Польщі.
У жовтні 2008 р. у Варшаві під його патронажем відбувся ІІ Міжнародний Фінал конкурсу «Міжнародні молодіжні дебати».

## Діяльність на посаді в.о. Президента Польщі
10 квітня 2010 року узявся до виконання обов'язків Президента Польщі відповідно до статті 131 конституції Польської республіки внаслідок загибелі в авіакатастрофі Президента Польщі Леха Качинського. У телевізійному зверненні до нації Коморовський заявив, що оголошує у зв'язку з авіаційною катастрофою тижневий національний траур. Крім того, після консультації з представниками фракцій Сейму були призначені дострокові президентські вибори. У цих виборах взяв участь і сам Коморовський (висунутий своєю партією ще до трагедії).

## Діяльність на посаді Президента Польщі
4 липня 2010 року на Дочасних виборах Броніслава Коморовського обрано Президентом Польщі.
6 липня 2010 року відбулась інавгурація пана Коморовського на посаду Президента Польщі. 13 липня Коморовський провів першу зустріч в ранзі Президента Польщі, прийнявши Президента Німеччини Крістіана Вульфа, що прибув до Варшави з офіційним візитом.

### Ставлення до України
8 жовтня 2013 року президент Польщі Б. Коморовський та український лідер В. Янукович підписали Програму українсько-польського співробітництва на 2013-2015 роки. Як зазначив Віктор Янукович, ця угода відкриває нові можливості та поглиблює механізм для поглиблення співпраці між країнами. Президент України зазначив, що останні кілька років спільний товарообіг між країнами щорічно зростає на 3-4%. В ході зустрічі обговорювались питання політичної та економічної співпраці .
22 лютого 2015 року підтримав ідею Президента України Петра Порошенка про введення на Донбас миротворчої місії ООН.

9 квітня під час візиту до Києва виступив з трибуни Верховної Ради України. Під час виступу він заявив: 
|  | Не буде стабільної, безпечної Європи, якщо її частиною не стане Україна, і лише сліпий може не побачити присутність російських військ на Донбасі. |

Політики України й Польщі назвали цей виступ історичним.
23 квітня коментуючи прийнятий Верховною Радою закон, який визнає Українську повстанську армію борцями за незалежність України, Коморовський заявив, що цей закон ускладнить українсько-польський історичний діалог. Водночас він заявив, що ці закони стосуються минулого і закривають питання УПА. Крім того, він порівняв їх з польськими законами з дерадянізації
2 липня відвідав Львів, де отримав диплом почесного доктора Львівського університету. Під час спільної пресконференції з П. Порошенком заявив, що створить свій інститут, який займатиметься питанням українсько-польських стосунків.

## Особисте життя
Одружений з 1977 з Анною Дембовською. Має п'ятеро дітей.

## Нагороди
- Орден Білого орла (2010 рік)
- Великий хрест ордена Відродження Польщі (2010 рік)
- Орден князя Ярослава Мудрого I ст. (Україна, 16 грудня 2014) — за визначний особистий внесок у розвиток українсько-польських міждержавних відносин[11]
- Орден князя Ярослава Мудрого V ст. (Україна, 19 листопада 2008) — за вагомий особистий внесок у донесення до світової спільноти правди про геноцид Українського народу під час Голодомору 1932—1933 років, активну участь у проведенні Міжнародної акції вшанування пам'яті жертв Голодомору 1932—1933 років «Незгасима свіча»[12]
- Відзнака «Іменна вогнепальна зброя» (Україна, 29 вересня 2010)[13]
- Орден короля Томислава (2013 рік)
- Орден Республіки (Молдова, листопад 2014)[14]

## Цікаві факти
У далекі заокеанські відрядження президент Польщі літає рейсовим літаком.
|  | Якби в мене були гроші, я б зразу купив літак, але таких грошей у мене немає. А політ рейсовим літаком є джерелом різного роду досвіду, адже, по-перше, лечу рейсом, який може бути відкликаний. По-друге, міністри сидять поруч пасажирів. Я бачу здивовані обличчя пасажирів, які нічого з цього не розуміють. Вони бачать, що важливі справи відбуваються у не дуже серйозний спосіб. |